# Mercedes-Benz W110
O W110 é uma linha de automóveis do segmento E, principalmente com motores de quatro cilindros em linha, produzida pela Mercedes-Benz entre 1961 e 1968. A linha básica da empresa durante grande parte da década de 1960 fazia parte da plataforma unificada da Mercedes de modelos Heckflosse – introduzidos pela primeira vez como um Mercedes-Benz W111 de seis cilindros em 1959.
Os sedãs 190c e 190Dc estrearam em abril de 1961, substituindo os W120 180c/180Dc e W121 190b/190Db. O 190c, movido a gasolina, era equipado com o motor M121 de 1,9 L, uma atualização do M136 de 1,8 L, e o 190Dc com o motor a diesel OM621 de 2,0 L, uma atualização do obsoleto OM636 de 1,8 L.
A linha W110 foi renovada em julho de 1965, com um aumento na cilindrada do motor para 2,0 litros e um segundo carburador, dando mais potência ao novo modelo a gasolina 200, que substituiu o 190, e um motor a diesel aprimorado, já de 1988 cc, instalado no novo 200D, que substituiu o 190Dc.
A linha W110 ganhou um novo modelo, o 230, uma versão reduzida do W111 220S de 6 cilindros (com o novo 230S, equivalente, substituindo os 220Sb e 220SEb da linha W111).
A produção do W110 durou apenas mais três anos, até o lançamento do W114 "220" e do W115 "220D" em 1968.
O Mercedes-Benz W110 e o W111 de seis cilindros foram as primeiras séries de carros da Mercedes a serem extensivamente testados em colisões para garantir a segurança dos ocupantes.